# José Alemany Bori
 (mars 2021).
Pour les articles homonymes, voir Alemany (homonymie).
José Alemany Bori (Blanes, 1895 - Provincetown, 1951) est un photographe espagnol.

## Biographie
José Almany déserte en 1915 et s'installe aux États-Unis, pays où il passera le restant de sa vie.
José Almany étudie la psychologie à l'Université Columbia et s'installe à Pittsburg pour enseigner cette discipline au  Carnegie Institute of Technology.
Il se tourne vers la photographie assez tard à partir de 1935, influencé par Alfred Stieglitz et le pictorialisme. Il photographie de sujets variés : paysages industriels, mannequins, coquillages, plantes, etc.

## Collections, archives
- Musée national d'Art de Catalogne